# صالح بن يوسف (وزير تونسي)
صالح بن يوسف من مواليد سنة 1962، زاول تعليمه الابتدائي والثانوي في تونس العاصمة أين تحصل على البكالوريا سنة 1981 من معهد كارنو (معهد بورقيبة النموذجي حالياً).
سافر بعد ذلك إلى فرنسا لمزاولة تعليمه الجامعي، أين تحصل على الإجازة التطبيقية في إعلامية التصرف وعلى على دبلوم في تخصّصات الرياضيات في الدراسات الجامعية العامة (DEUG) في الرياضيات والإعلامية، من جامعة بول ساباتير في تولوز في عام 1985.
مهنياً، شغل وزير الصناعة المقترح عدّة مناصب في القطاع الخاص، حيث تقلد خطّة مديرعام مساعد بشركة "Métal Desnoyers"، كما كان مديراً بشركة تدقيق ومحاسبة، ومساعد مراقب بشركة Peat Marwick (KPMG – Paris)، فضلاً عن أنه كان مديرا لمكتبه الخاصّ بالاستشارات في تونس.